# Selony

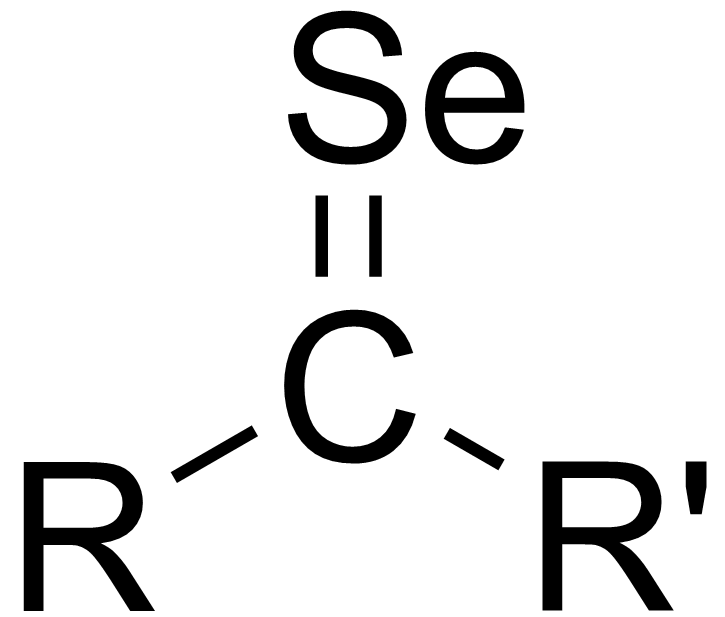
Obecný strukturní vzorec selonu

Selony (též selenoketony) jsou organické sloučeniny analogické ke ketonům, u nichž je atom kyslíku nahrazen selenem. Lze je použít jako chirální derivatizační činidla pro 77Se-NMR.
Chirální oxazolidinselony lze použít k řízení stereoselektivity aldolových reakcí, podobně jako oxazolidinony, a následně k určení poměru zastoupení diastereomerů produktu použít 77Se-NMR.
Selenobenzofenon se vratně dimerizuje. Může vstupovat do cykloadičních reakcí s 1,3-dieny, podobných Dielsovým-Alderovým reakcím.